# 国学院大学栃木短期大学
国学院大学栃木短期大学（日语：／ Kokugakuin Daigaku　Tochigi Tanki Daigaku *）是一所位于日本栃木县栃木市的私立短期大学。

## 概要

### 简介
- 学校最早可以追溯到1959年[1][2]。短期大学为于1966年开办[2]、由学校法人国学院大学栃木学园经营、教育的基础是神道。为男女同校[3]从2004年。

### 历史
- 1966年 国学院大学栃木短期大学成立并同时设置两个学科、以下列举[2]。
  - 日文科
  - 家政学科
- 1968年 初等教育科成立[2]。
- 1986年 日本史学科成立。三个学科改名为、以下列举[2]。
  - 日文科→日本文学科
  - 家政科→家政学科
  - 初等教育科→初等教育学科
- 1990年 商学科成立[2]。
- 2004年 开始招収男学生。
- 2011年 五个学科各自招生最后、次年各自合并为两个学科、以下列举。
  - 日本文化学科
  - 人类教育学科

### 宪章
- 请参看国学院大学栃木短期大学的标志（页面存档备份，存于） （日語） 2014年5月28日阅览。

## 学校环境
- 校区：在栃木县栃木市

## 历任校长
- 佐佐木行忠：第一代短期大学校长[4]。
- 中村幸弘：现在短期大学校长[5]

## 组织

### 2012年以后招生的学科
- 日本文化学科
- 人类教育学科

### 到2011年招生的学科
| - 日本文学科 - 家政学科 - 生活科学专攻 - 健康科学专攻 - 初等教育学科 - 日本史学科 - 商学科 |

### 专科
| - 没有 |

### 业余课程
| - 没有 |

## 相关链接
- 日本短期大学列表
- 国学院大学北海道短期大学部